# خليل الزهاوي
خليل الزهاوي,(مواليد خانقين 1946, اغتيل في بغداد 26 أيار 2007) خطاط وفنان عراقي ويرجع نسبه إلى عائلة الزهاوي، ويعد الزهاوي أحد أشهر الخطاطين في العالم الإسلامي. يلقب في العراق بشيخ الخط العربي. بدأ مشواره الفني عام 1959م. حيث ألتقى بالخطاط هاشم محمد البغدادي، وشجعه وأثنى عليه عندما رأى بعض لوحاته، وخليل الزهاوي هو مؤسس مدرسة جديدة في الخط العربي تسمى بمدرسة الزهاوي والتي تميزت بإخراج الخط العربي من القالب التقليدي وميلها للأسلوب التشكيلي في الكتابة. وقد قام الزهاوي بتعليم الطلاب من مختلف أنحاء العالم العربي مهنته، وكان يقال في العراق إن أي طامح للنجاح في المهنة عليه أن يمر عليه كطالب
. حصل على إجازة في الخط الفارسي من الخطاط الإيراني الكبير زرين خط عام 1975. كان عضواً في جمعية الخطاطين العرب.

## أعماله الفنية

الفنان خليل الزهاوي خلال قيامه برسم أحد لوحاته

تركزت أعمال خليل الزهاوي على الخط العربي حيث أقام 34 معرضا فنيا كان أولها عام 1965.كان يوجد له جناح خاص في مركز صدام الفني في بغداد تضم ما يناهز ال300 عمل فني ولكن هذه الأعمال سرقت خلال فترة الفوضى التي أعقبت احتلال العراق عام 2003م. وكما أنه قد أصدر عدة مؤلفات في قواعد الخط العربي، ومنها:
- «قواعد خط التعليق» وهو أول كتبه وأصدر عام 1977.
- كتاب «جماليات الخط العربي».
- «ميزان الخط العربي».
- «موسوعة الزهاوي لفنون الخط العربي».
- كتاب «مصور الخط العربي» الذي أصدر في بيروت.
- كتاب «مصور خط التعليق» الذي أصدر في بيروت أيضاً.

## اغتياله
كان الزهاوي خارجاً من منزله في منطقة بغداد الجديدة شرق بغداد يوم السبت 26 أيار 2007م، حيث نصب له مسلحون مجهولون كميناً واغتالوه. ونقل إلى مسقط رأسه مدينة خانقين في محافظة ديالى ليدفن هناك.

## وصلات خارجية
- فقرة عن حياة الفنان العراقي خليل الزهاوي